# Záminka
Záminka je obvykle nějaká událost nebo čin, který je použit jakožto odůvodnění příčiny nějakého dalšího následného jednání či chování. Pokud záminka zakrývá jinou skutečnou příčinu (příčiny) nějakého lidského chování či jednání, potom hovoříme o falešné zámince, jejich příčinou může být licoměrnost, neupřímnost, faleš, zloba, závistivost a další negativní lidské vlastnosti.
Se záminkami se lze setkat ve všech dobách a ve všech oblastech lidského života. Často jsou používány při konfliktech všeho druhu, kdy se protivníci snaží (obvykle z nějakých čistě pragmatických důvodů) záměrně zakrýt své skutečné osobní důvody a úmysly.